# Ібрагім Мір
Найр Ібрагім Мір Абдулрахман (араб. ابراهيم مير عبدالرحمن‎, нар. 16 липня 1967) — еміратський футболіст, що грав на позиції захисника за клуб «Шарджа», а також національну збірну ОАЕ, у складі якої був учасником двох кубків Азії і чемпіонату світу 1990 року.
На рівні клубу і збірної грав пліч-о-пліч зі своїм братом-близнюком Нуром Іссою Міром.

## Клубна кар'єра
У дорослому футболі дебютував 1987 року виступами за команду клубу «Шарджа», кольори якої і захищав протягом усієї своєї кар'єри гравця, що тривала одинадцять років. 

## Виступи за збірну
1988 року дебютував в офіційних матчах у складі національної збірної ОАЕ.
У складі збірної був учасником кубку Азії 1988 року в Катарі, чемпіонату світу 1990 року в Італії, де взяв участь в усіх трьох матчах своєї команди на груповому етапі, які вона програла із сумарним рахунком 2:11, а також кубку Азії 1992 року в Японії.